# Jan Kaszowski
Jan Kaszowski z Kaszowa herbu Janina (ur. 1560, zm. 1620) – rotmistrz królewski, starosta sokalski i berestecki, kalwinista. Był działaczem różnowierczym.
Jego ojcem był Piotr Kaszowski z Kaszowa herbu Janina 
(zm. 1592), współzałożyciel (ok. 1550–1560) Rzeczypospolitej Babińskiej, a matką Anna Pszonka, córką Mikołaja Pszonki z Babina. 
W 1610 został razem z bratem Łukaszem Kaszowskim właścicielem Wysokiego, gdzie utrzymywali zbór kalwiński. 
Żenił się dwukrotnie z ewangeliczkami. Ożenił się z Elżbietą Gorajską (z Goraja), a po jej śmierci z Zofią Firlej (z Firleja) – córką Andrzeja Firleja – kasztelana radomskiego i ks. Barbary Kozińskiej. Obydwie żony wywodziły się z senatorskich rodzin kalwińskich z Lubelszczyzny. Przeniósł się na Wołyń.
Po śmierci Jana Wysokie dziedziczył jego syn, Henryk Kaszowski. 